# Герреро де Аркос, Хосе Мария
Хосе Мария Герреро де Аркос и Молина (исп. José María Guerrero de Arcos y Molina, 1799—1853) — центральноамериканский адвокат и политик, в разное время стоявший во главе Гондураса и Никарагуа.

## Биография
Родился в 1799 году в городе Леон (Никарагуа); его отцом был Пастор Герреро-и-Аркос-Ангуло, а матерью — Дионисия Молина-и-Поведа.
В 1837 году начался распад Федеративной Республики Центральной Америки. В 1838 году Гондурас и Никарагуа провозгласили независимость; Герреро де Аркос стал одним из министров в правительстве независимого Гондураса. Президент Федеративной Республики Франсиско Морасан сохранил власть лишь на территории Сальвадора, и когда истёк срок его полномочий как президента федерации, то он был избран в качестве главы независимого государства Сальвадор. Видя в Морасане угрозу своему суверенитету, Гондурас и Никарагуа совершили вторжение в Сальвадор объединёнными силами, но были разбиты Морасаном. Сразу после этого войска Морасана двинулись на Гондурас, и президент Молина подал в отставку, передав власть одному из своих министров. В последующей чехарде Герреро де Аркос был некоторое время главой исполнительной власти Гондураса.
В 1847 году Герреро де Аркос победил во втором туре выборов Верховного директора Никарагуа. У Никарагуа в это время разворачивался конфликт с Великобританией по вопросу о суверенитете над территорией, известной как Москитовый берег. Правительство Никарагуа было вынуждено даже обратиться за посредничеством к США, однако Великобритания объявила протекторат над индейцами-мискито, и восстановить суверенитет над Атлантическим побережьем Никарагуа удалось лишь полвека спустя.
Из-за плохого состояния здоровья Хосе Мария Герреро де Аркос досрочно оставил пост Верховного директора Никарагуа 1 января 1849 года. Впоследствии он в качестве представителя Гондураса участвовал в попытке создания Центральноамериканской Конфедерации.